# Jonathan Scarfe
Jonathan J. Scarfe (* 16. Dezember 1975 in Toronto, Ontario) ist ein kanadischer Schauspieler.

## Leben und Karriere
Jonathan Scarfe ist der Sohn des Schauspielerehepaars Alan Scarfe und Sara Botsford. Seine Stiefmutter ist die Schauspielerin Barbara March. Aus der Ehe seines Vaters mit dieser stammt seine Schwester Antonia.
Jonathan Scarf war zu Anfang seiner Karriere in 26 Folgen der Serie Madison zu sehen. Danach folgten zahlreiche Gastauftritte, unter anderem in New York Cops – NYPD Blue und Outer Limits – Die unbekannte Dimension. Zwischen 1997 und 2001 spielte er in Emergency Room – Die Notaufnahme den drogenabhängigen Cousin von John Carter (Noah Wyle). Während Scarfe in mehreren Filmen zu sehen war, wie zum Beispiel in Nora Roberts – Lilien im Sommerwind, trat er auch in diversen Fernsehserien, darunter The L Word – Wenn Frauen Frauen lieben, Grey’s Anatomy, Welcome, Mrs. President, Crossing Jordan – Pathologin mit Profil, Cold Case – Kein Opfer ist je vergessen und Smallville auf. Danach folgte eine Hauptrolle in der Serie Raising in Bar, die jedoch 2009 nach zwei Staffeln abgesetzt wurde. Nach weiteren Erscheinungen in The Glades, Law & Order: LA, Desperate Housewives, The Closer und Private Practice, war Scarfe 2012 in der TNT-Serie Perception in einer Nebenrolle zu sehen.
Seit 1998 ist er mit der acht Jahre älteren, in Thailand geborenen Schauspielerin Suki Kaiser verheiratet und hat mit dieser zwei Kinder.

## Filmografie (Auswahl)
- 1994–1995: Madison (Fernsehserie, 26 Folgen)
- 1996: New York Cops – NYPD Blue (NYPD Blue, Fernsehserie, Folge 4x07)
- 1996, 2000: Outer Limits – Die unbekannte Dimension (The Outer Limits, Fernsehserie, 2 Folgen)
- 1997–2001: Emergency Room – Die Notaufnahme (ER, Fernsehserie, 8 Folgen)
- 1999: Diagnose: Mord (Fernsehserie, 1 Folge)
- 2004: The L Word – Wenn Frauen Frauen lieben (The L Word, Fernsehserie, 2 Folgen)
- 2004: CSI: Miami (Fernsehserie, Folge 3x05)
- 2005: Grey’s Anatomy (Fernsehserie, Folge 1x05)
- 2006: Welcome, Mrs. President (Commander in Chief, Fernsehserie, Folge 1x13)
- 2007: Nora Roberts – Lilien im Sommerwind (Carolina Moon)
- 2007: Crossing Jordan – Pathologin mit Profil (Crossing Jordan, Fernsehserie, Folge 6x07)
- 2007: Cold Case – Kein Opfer ist je vergessen (Cold Case, Fernsehserie, Folge 5x07)
- 2008: Smallville (Fernsehserie, Folge 7x15)
- 2008: Vipers (Fernsehfilm)
- 2008–2009: Raising in Bar (Fernsehserie, 25 Folgen)
- 2010: The Glades (Fernsehserie, Folge 1x11)
- 2011: Flashpoint – Das Spezialkommando (Flashpoint, Fernsehserie, Folge 3x05)
- 2011: Law & Order: LA (Law & Order: Los Angeles, Fernsehserie, Folge 1x12)
- 2011: Desperate Housewives (Fernsehserie, Folge 7x22)
- 2011: The Closer (Fernsehserie, Folge 7x07)
- 2012: Private Practice (Fernsehserie, Folge 5x15)
- 2012: Grimm (Fernsehserie, Folge 2x05)
- 2012: Perception (Fernsehserie, 6 Folgen)
- 2014: Hell on Wheels (Fernsehserie, 5 Folgen)
- 2016–2021: Van Helsing (Fernsehserie)
- 2018: The Equalizer 2
- 2020: The 100 (Fernsesehrie, - Folgen)